# Neno (futebolista)
Adelino Augusto Graça Barbosa Barros (Cidade da Praia, Cabo Verde, 27 de janeiro de 1962 - Polvoreira, Guimarães, 10 de junho de 2021), conhecido  como Neno, foi um futebolista português de origem cabo-verdiana.

## Carreira em clubes
Revelado pelo Barreirense, no ano de 1981, Neno conseguiu atrair a atenção dos dirigentes do Vitória de Guimarães, clube que o contratou em 1984. O seu desempenho com a camisa dos vimaranenses levou depois o jovem cabo-verdiano a ser contratado pelo Benfica, para ser o reserva imediato do lendário guarda-redes Manuel Bento.
Entretanto, Neno teve apenas duas oportunidades de mostrar seu valor (Bento era o titular inquestionável do golo dos Encarnados e Silvino era o segundo guarda-redes). Por este motivo, foi repassado ao Vitória de Setúbal em 1987, mas não teve uma passagem de sucesso pelo clube sadino.
Regressou ao Guimarães em 1988 e foi a partir daí que o guarda-redes se consagrou: depois de ver a sua equipa ter ficado em nono lugar no Campeonato Português de 1988/89 e de ter conseguido um honroso quarto em 1989/90, Neno retornou ao Benfica, agora para ser o dono da baliza vermelha, "órfã" depois da aposentadoria de Manuel Bento, em 1992.
Com a despedida do ídolo do golo dos Encarnados, Neno assumiu de vez a condição de titular, mas a partir de 1994/95, passaria a ter a concorrência do experiente belga Michel Preud'homme, que tomou a titularidade no fim de 1995.
Já veterano, Neno regressou ao Vitória de Guimarães ainda em 1995 despediu-se dos relvados ao fim da temporada 1998/99, ainda em alto nível (João Carlos e Pedro Espinha, seus reservas imediatos, não inspiravam tanta confiança quanto o cabo-verdiano).

## Seleção portuguesa
Embora tivesse nascido em Cabo Verde, Neno optou não defender seu país natal. Entre 1989 e 1996, defendeu as cores da Seleção de Portugal em nove ocasiões. Mesmo assim, não disputou nenhum torneio oficial com a equipa.
Chegou a ser cotado para defender Portugal no Euro 1996, mas acabou por não ser convocado.

## Passagem pela música
Conhecido como "o guarda-redes cantor" ou "o Julio Iglesias da baliza" (Neno era fã do lendário cantor espanhol, tendo, inclusivamente, chegado a partilhar o palco com ele), em 1996 lançou um álbum, Neno Neno Neno. Do álbum foi extraído o single "Cidade Velha" - composta por Paulo de Carvalho -, canção de homenagem às raízes cabo-verdianas - e mais especificamente à cidade homónima - de Neno e para a qual foi lançado um videoclipe.

## Morte
Neno morreu aos 59 anos, vítima de doença súbita, na freguesia de Polvoreira, Guimarães, onde residia.

Títulos
Benfica
- Liga Portuguesa:93/94
- Liga Portuguesa:90/91
- Liga Portuguesa:86/87

Benfica
- Supertaça De Portugal:1990

Vitória SC
- Supertaça De Portugal:1988

Benfica
- TAÇA DE PORTUGAL:1986
- TAÇA DE PORTUGAL:1987
- TAÇA DE PORTUGAL:1993